# Lista de presidentes da Assembleia Legislativa de São Paulo
Esta é a lista de presidentes da Assembleia Legislativa de São Paulo.
| N°                                    | Presidentes                               | Imagem                 | Partido                                          | Início do mandato       | Fim do mandato | Observações |
| ------------------------------------- | ----------------------------------------- | ---------------------- | ------------------------------------------------ | ----------------------- | --- | --- |
| 1                                     | Augusto César de Miranda Azevedo          |                        | Partido Republicano Paulista PRP                 | 15 de Julho de 1891     | 29 de Janeiro de 1892 | Presidente eleito por seus pares em sufrágio interno. |
| 2                                     | Antônio Francisco de Paula Souza          |                        | Partido Republicano Paulista PRP                 | 30 de Janeiro de 1892   | 7 de Março de 1893 | Presidente eleito por seus pares em sufrágio interno. |
| 3                                     | Luís de Toledo Piza e Almeida             |                        | Partido Republicano Paulista PRP                 | 8 de Março de 1893      | 7 de Abril de 1894 | Presidente eleito por seus pares em sufrágio interno. |
| 3                                     | Luís de Toledo Piza e Almeida             | 8 de Abril de 1894     | Partido Republicano Paulista PRP                 | 7 de Abril de 1895      | Presidente reeleito por seus pares em sufrágio interno para um segundo mandato.                                                                                     | |
| 3                                     | Luís de Toledo Piza e Almeida             | 8 de Abril de 1895     | Partido Republicano Paulista PRP                 | 7 de Abril de 1896      | Presidente reeleito por seus pares em sufrágio interno para um terceiro mandato.                                                                                    | |
| 3                                     | Luís de Toledo Piza e Almeida             | 8 de Abril de 1896     | Partido Republicano Paulista PRP                 | 7 de Abril de 1897      | Presidente reeleito por seus pares em sufrágio interno para um quarto mandato.                                                                                      | |
| 3                                     | Luís de Toledo Piza e Almeida             | 8 de Abril de 1897     | Partido Republicano Paulista PRP                 | 8 de Abril de 1898      | Presidente reeleito por seus pares em sufrágio interno para um quinto mandato.                                                                                      | |
| 3                                     | Luís de Toledo Piza e Almeida             | 9 de Abril de 1898     | Partido Republicano Paulista PRP                 | 10 de Abril de 1899     | Presidente reeleito por seus pares em sufrágio interno para um sexto mandato.                                                                                       | |
| 4                                     | Carlos Augusto Pereira Guimarães          |                        | Partido Republicano Paulista PRP                 | 11 de Abril de 1899     | 8 de Abril de 1900 | Presidente eleito por seus pares em sufrágio interno. |
| 4                                     | Carlos Augusto Pereira Guimarães          | 9 de Abril de 1900     | Partido Republicano Paulista PRP                 | 8 de Abril de 1901      | Presidente reeleito por seus pares em sufrágio interno para um segundo mandato.                                                                                     | |
| 4                                     | Carlos Augusto Pereira Guimarães          | 9 de Abril de 1901     | Partido Republicano Paulista PRP                 | 8 de Abril de 1902      | Presidente reeleito por seus pares em sufrágio interno para um terceiro mandato.                                                                                    | |
| 5                                     | Antônio de Pádua Sales                    |                        | Partido Republicano Paulista PRP                 | 9 de Abril de 1902      | 2 de Julho de 1903 | Presidente eleito por seus pares em sufrágio interno. |
| 6                                     | João Álvares Rubião Júnior                |                        | Partido Republicano Paulista PRP                 | 3 de Julho de 1903      | 7 de Agosto de 1904 | Presidente reeleito por seus pares em sufrágio interno para um segundo mandato. |
| 6                                     | João Álvares Rubião Júnior                | 8 de Agosto de 1904    | Partido Republicano Paulista PRP                 | 7 de Abril de 1905      | Presidente reeleito por seus pares em sufrágio interno para um terceiro mandato.                                                                                    | |
| 6                                     | João Álvares Rubião Júnior                | 8 de Abril de 1905     | Partido Republicano Paulista PRP                 | 16 de Julho de 1906     | Presidente reeleito por seus pares em sufrágio interno para um quarto mandato.                                                                                      | |
| 6                                     | João Álvares Rubião Júnior                | 17 de Julho de 1906    | Partido Republicano Paulista PRP                 | 14 de Julho de 1907     | Presidente reeleito por seus pares em sufrágio interno para um quinto mandato.                                                                                      | |
| 7                                     | Carlos de Campos                          |                        | Partido Republicano Paulista PRP                 | 15 de Julho de 1907     | 14 de Julho de 1908 | Presidente eleito por seus pares em sufrágio interno. |
| 7                                     | Carlos de Campos                          | 15 de Julho de 1908    | Partido Republicano Paulista PRP                 | 16 de Julho de 1909     | Presidente reeleito por seus pares em sufrágio interno para um segundo mandato.                                                                                     | |
| 7                                     | Carlos de Campos                          | 17 de Julho de 1909    | Partido Republicano Paulista PRP                 | 15 de Julho de 1910     | Presidente reeleito por seus pares em sufrágio interno para um terceiro mandato.                                                                                    | |
| 7                                     | Carlos de Campos                          | 16 de Julho de 1910    | Partido Republicano Paulista PRP                 | 16 de Julho de 1911     | Presidente reeleito por seus pares em sufrágio interno para um quarto mandato.                                                                                      | |
| 7                                     | Carlos de Campos                          | 17 de Julho de 1911    | Partido Republicano Paulista PRP                 | 15 de Julho de 1912     | Presidente reeleito por seus pares em sufrágio interno para um quinto mandato.                                                                                      | |
| 7                                     | Carlos de Campos                          | 16 de Julho de 1912    | Partido Republicano Paulista PRP                 | 14 de Julho de 1913     | Presidente reeleito por seus pares em sufrágio interno para um sexto mandato.                                                                                       | |
| 7                                     | Carlos de Campos                          | 15 de Julho de 1913    | Partido Republicano Paulista PRP                 | 21 de Julho de 1914     | Presidente reeleito por seus pares em sufrágio interno para um sétimo mandato.                                                                                      | |
| 7                                     | Carlos de Campos                          | 22 de Julho de 1914    | Partido Republicano Paulista PRP                 | 15 de Julho de 1915     | Presidente reeleito por seus pares em sufrágio interno para um oitavo mandato.                                                                                      | |
| 8                                     | Antônio Álvares Lobo                      |                        | Partido Republicano Paulista PRP                 | 16 de Julho de 1915     | 17 de Julho de 1916 | Presidente eleito por seus pares em sufrágio interno. |
| 8                                     | Antônio Álvares Lobo                      | 18 de Julho de 1916    | Partido Republicano Paulista PRP                 | 17 de Julho de 1917     | Presidente reeleito por seus pares em sufrágio interno para um segundo mandato.                                                                                     | |
| 8                                     | Antônio Álvares Lobo                      | 18 de Julho de 1917    | Partido Republicano Paulista PRP                 | 26 de Abril de 1918     | Presidente reeleito por seus pares em sufrágio interno para um terceiro mandato.                                                                                    | |
| 8                                     | Antônio Álvares Lobo                      | 27 de Abril de 1918    | Partido Republicano Paulista PRP                 | 15 de Julho de 1919     | Presidente reeleito por seus pares em sufrágio interno para um quarto mandato.                                                                                      | |
| 8                                     | Antônio Álvares Lobo                      | 16 de Julho de 1919    | Partido Republicano Paulista PRP                 | 14 de Julho de 1920     | Presidente reeleito por seus pares em sufrágio interno para um quinto mandato.                                                                                      | |
| 8                                     | Antônio Álvares Lobo                      | 15 de Julho de 1920    | Partido Republicano Paulista PRP                 | 14 de Julho de 1921     | Presidente reeleito por seus pares em sufrágio interno para um sexto mandato.                                                                                       | |
| 8                                     | Antônio Álvares Lobo                      | 15 de Julho de 1921    | Partido Republicano Paulista PRP                 | 14 de Julho de 1922     | Presidente reeleito por seus pares em sufrágio interno para um sétimo mandato.                                                                                      | |
| 8                                     | Antônio Álvares Lobo                      | 15 de Julho de 1922    | Partido Republicano Paulista PRP                 | 15 de Julho de 1923     | Presidente reeleito por seus pares em sufrágio interno para um oitavo mandato.                                                                                      | |
| 8                                     | Antônio Álvares Lobo                      | 16 de Julho de 1923    | Partido Republicano Paulista PRP                 | 14 de Julho de 1924     | Presidente reeleito por seus pares em sufrágio interno para um nono mandato.                                                                                        | |
| 8                                     | Antônio Álvares Lobo                      | 15 de Julho de 1924    | Partido Republicano Paulista PRP                 | 14 de Julho de 1925     | Presidente reeleito por seus pares em sufrágio interno para um décimo mandato.                                                                                      | |
| 8                                     | Antônio Álvares Lobo                      | 15 de Julho de 1925    | Partido Republicano Paulista PRP                 | 14 de Julho de 1926     | Presidente reeleito por seus pares em sufrágio interno para um décimo primeiro mandato.                                                                             | |
| 8                                     | Antônio Álvares Lobo                      | 15 de Julho de 1926    | Partido Republicano Paulista PRP                 | 14 de Julho de 1927     | Presidente reeleito por seus pares em sufrágio interno para um décimo segundo mandato.                                                                              | |
| 9                                     | Artur Pequerobi de Aguiar Whitaker        |                        | Partido Republicano Paulista PRP                 | 15 de Julho de 1927     | 15 de Julho de 1928 | Presidente eleito por seus pares em sufrágio interno. |
| 9                                     | Artur Pequerobi de Aguiar Whitaker        | 16 de Julho de 1928    | Partido Republicano Paulista PRP                 | 14 de Julho de 1929     | Presidente reeleito por seus pares em sufrágio interno para um segundo mandato.                                                                                     | |
| 9                                     | Artur Pequerobi de Aguiar Whitaker        | 15 de Julho de 1929    | Partido Republicano Paulista PRP                 | 23 de Outubro de 1930   | Presidente reeleito por seus pares em sufrágio interno para um terceiro mandato.                                                                                    | |
| Poder legislativo fechado (1930-1935) |                                           |                        |                                                  |                         | | |
| 10                                    | Laerte Teixeira de Assumpção              |                        | Partido Constitucionalista de São Paulo PCSP     | 9 de Abril de 1935      | 9 de Setembro de 1935 | Presidente da Assembleia Constituinte de São Paulo 1935.[carece de fontes?] |
| 10                                    | Laerte Teixeira de Assumpção              | 10 de Setembro de 1935 | Partido Constitucionalista de São Paulo PCSP     | 25 de Setembro de 1936  | Presidente eleito por seus pares em sufrágio interno. Renunciou ao cargo em 25/09/1936.[carece de fontes?]                                                          | |
| —                                     | Valdomiro Silveira                        |                        | Partido Libertador PL                            | 25 de Setembro de 1936  | 28 de Setembro de 1936 | 1° Vice-presidente. Exerceu a presidência interinamente por renúncia do titular do cargo.                                                                                          |
| 11                                    | Henrique Smith Bayma                      |                        | Partido Democrático PD                           | 28 de Setembro de 1936  | 10 de Novembro de 1937 | Eleito para o cargo por renúncia do titular. Exerceu a interimente o cargo de Governador do Estado de São Paulo, por renúncia do titular, de 29/12/1936 a 5/1/1937.                |
| Poder legislativo fechado (1937-1947) |                                           |                        |                                                  |                         | | |
| 12                                    | Valentim Gentil                           |                        | Partido Social Democrático PSD                   | 14 de Março de 1947     | 9 de Julho de 1947 | Presidente da Assembleia Constituinte de São Paulo de 1947. |
| 12                                    | Valentim Gentil                           | 10 de Julho de 1947    | Partido Social Democrático PSD                   | 11 de Março de 1948     | Presidente reeleito por seus pares em sufrágio interno para um segundo mandato.                                                                                     | |
| 13                                    | Francisco Álvares Florence                |                        | Partido Social Democrático PSD                   | 12 de Março de 1948     | 31 de Julho de 1948 | Presidente eleito por seus pares em sufrágio interno. Faleceu no exercício do cargo.                                                                                               |
| —                                     | Nelson Fernandes                          |                        | Partido Trabalhista Brasileiro PTB               | 31 de Julho de 1948     | 4 de Agosto de 1948 | 1° Vice-presidente. Exerceu a presidência interinamente por falecimento do titular do cargo.                                                                                       |
| 14                                    | Lincoln Feliciano da Silva                |                        | Partido Social Democrático PSD                   | 5 de Agosto de 1948     | 11 de Março de 1949 | Presidente eleito por seus pares em sufrágio interno. |
| 15                                    | Brasílio Augusto Machado de Oliveira Neto |                        | Partido Social Democrático PSD                   | 12 de Março de 1949     | 16 de Março de 1950 | Presidente eleito por seus pares em sufrágio interno. |
| 15                                    | Brasílio Augusto Machado de Oliveira Neto | 17 de Março de 1950    | Partido Social Democrático PSD                   | 13 de Março de 1951     | Presidente reeleito por seus pares em sufrágio interno para um segundo mandato.                                                                                     | |
| 16                                    | Diógenes Ribeiro de Lima                  |                        | Partido Social Progressista PSP                  | 14 de Março de 1951     | 12 de Março de 1952 | Presidente eleito por seus pares em sufrágio interno. |
| 17                                    | Asdrúbal da Cunha                         |                        | Partido Social Progressista PSP                  | 13 de Março de 1952     | 24 de Março de 1953 | Presidente eleito por seus pares em sufrágio interno. |
| 18                                    | Victor Maida                              |                        | Partido Social Progressista PSP                  | 25 de Março de 1953     | 11 de Março de 1954 | Presidente eleito por seus pares em sufrágio interno. |
| 19                                    | Vicente de Paula Lima                     |                        | União Democrática Nacional UDN                   | 12 de Março de 1954     | 22 de Janeiro de 1955 | Presidente eleito por seus pares em sufrágio interno. Renunciou ao cargo em 22/1/1955.                                                                                             |
| —                                     | Vicente Botta                             |                        | Partido Trabalhista Nacional PTN                 | 22 de Janeiro de 1955   | 11 de Março de 1955 | 1° Vice-presidente. Assumiu o cargo por renúncia do titular. |
| 20                                    | Franco Montoro                            |                        | Partido Democrata Cristão PDC                    | 12 de Março de 1955     | 11 de Março de 1956 | Presidente eleito por seus pares em sufrágio interno. |
| 21                                    | Ruy de Almeida Barbosa                    |                        | Partido Trabalhista Brasileiro PTB               | 12 de Março de 1956     | 11 de Março de 1957 | Presidente eleito por seus pares em sufrágio interno. |
| 21                                    | Ruy de Almeida Barbosa                    | 12 de Março de 1957    | Partido Trabalhista Brasileiro PTB               | 11 de Março de 1958     | Presidente reeleito por seus pares em sufrágio interno para um segundo mandato.                                                                                     | |
| 21                                    | Ruy de Almeida Barbosa                    | 12 de Março de 1958    | Partido Trabalhista Brasileiro PTB               | 9 de Janeiro de 1959    | Presidente eleito por seus pares em sufrágio interno. Renunciou ao cargo em 09/01/1959, por ter sido nomeado Ministro do Tribunal de Contas do Estado de São Paulo. | |
| —                                     | Guilherme de Oliveira Gomes               |                        | Partido Democrata Cristão PDC                    | 9 de Janeiro de 1959    | 17 de Fevereiro de 1959 | 1° Vice-presidente. Assumiu interinamente o cargo por renúncia do titular. |
| 22                                    | Francisco Franco                          |                        | Partido Republicano PR                           | 18 de Fevereiro de 1959 | 11 de Março de 1959 | Presidente eleito por seus pares em sufrágio interno. Eleito para o cargo por renúncia do titular.                                                                                 |
| 23                                    | Ruy de Mello Junqueira                    |                        | Partido Democrata Cristão PDC                    | 12 de Março de 1959     | 11 de Março de 1960 | Presidente eleito por seus pares em sufrágio interno. |
| 24                                    | Roberto Abreu Sodré                       |                        | União Democrática Nacional UDN                   | 12 de Março de 1960     | 11 de Março de 1961 | Presidente eleito por seus pares em sufrágio interno. |
| 24                                    | Roberto Abreu Sodré                       | 12 de Março de 1961    | União Democrática Nacional UDN                   | 11 de Março de 1962     | Presidente reeleito por seus pares em sufrágio interno para um segundo mandato.                                                                                     | |
| 24                                    | Roberto Abreu Sodré                       | 12 de Março de 1962    | União Democrática Nacional UDN                   | 11 de Março de 1963     | Presidente reeleito por seus pares em sufrágio interno para um terceiro mandato.                                                                                    | |
| 25                                    | Cyro Albuquerque                          |                        | Partido Social Progressista PSP                  | 12 de Março de 1963     | 11 de Março de 1964 | Presidente eleito por seus pares em sufrágio interno. |
| 25                                    | Cyro Albuquerque                          | 12 de Março de 1964    | Partido Social Progressista PSP                  | 11 de Março de 1965     | Presidente reeleito por seus pares em sufrágio interno para um segundo mandato.                                                                                     | |
| 26                                    | Francisco Franco                          |                        | Partido Republicano PR                           | 12 de Março de 1965     | 14 de Março de 1966 | Presidente eleito por seus pares em sufrágio interno. |
| 26                                    | Francisco Franco                          | 15 de Março de 1966    | Partido Republicano PR                           | 12 de Março de 1967     | Presidente reeleito por seus pares em sufrágio interno para um segundo mandato.                                                                                     | |
| 27                                    | Nelson Agostinho de Cápua Pereira         |                        | Aliança Renovadora Nacional ARENA                | 13 de Março de 1967     | 16 de Abril de 1967 | Presidente eleito por seus pares em sufrágio interno. |
| 27                                    | Nelson Agostinho de Cápua Pereira         | 17 de Abril de 1967    | Aliança Renovadora Nacional ARENA                | 13 de Maio de 1967      | Presidente da Assembleia Constituinte de São Paulo de 1967. | |
| 27                                    | Nelson Agostinho de Cápua Pereira         | 14 de Maio de 1967     | Aliança Renovadora Nacional ARENA                | 31 de Maio de 1970      | Presidente reeleito por seus pares em sufrágio interno para um terceiro mandato.                                                                                    | |
| 28                                    | Orlando Gabriel Zancaner                  |                        | Aliança Renovadora Nacional ARENA                | 1° de Junho de 1970     | 30 de Janeiro de 1971 | Presidente eleito por seus pares em sufrágio interno. Renunciou ao cargo em 30/1/1971, por ter sido eleito Senador da República.                                                   |
| 29                                    | Manoel Marcondes Filho                    |                        | Aliança Renovadora Nacional ARENA                | 30 de Janeiro de 1971   | 14 de Março de 1971 | 1° Vice-presidente. Assumiu o cargo por renúncia do titular. |
| 30                                    | Jacob Pedro Carolo                        |                        | Aliança Renovadora Nacional ARENA                | 15 de Março de 1971     | 14 de Março de 1973 | Presidente eleito por seus pares em sufrágio interno. |
| 31                                    | Salvador Julianelli                       |                        | Aliança Renovadora Nacional ARENA                | 15 de Março de 1973     | 12 de Março de 1975 | Presidente eleito por seus pares em sufrágio interno. Renunciou ao cargo em 12/03/1975, por ter sido eleito Deputado Federal.                                                      |
| —                                     | Januário Mantelli Netto                   |                        | Aliança Renovadora Nacional ARENA                | 12 de Março de 1975     | 14 de Março de 1975 | 1° Vice-presidente. Assumiu o cargo por renúncia do titular. |
| 32                                    | Leonel Júlio                              |                        | Movimento Democrático Brasileiro MDB             | 15 de Março de 1975     | 3 de Dezembro de 1976 | Presidente eleito por seus pares em sufrágio interno. Teve seu mandato cassado e seus direitos políticos suspensos por 10 anos, com base no Ato Institucional n.º 5, em 3/12/1976. |
| 33                                    | Vicente Botta                             |                        | Movimento Democrático Brasileiro MDB             | 3 de Dezembro de 1976   | 14 de Março de 1977 | 1° Vice-presidente. Assumiu o cargo por cassação do titular. |
| 34                                    | Natal Gale                                |                        | Movimento Democrático Brasileiro MDB             | 15 de Março de 1977     | 14 de Março de 1979 | Presidente eleito por seus pares em sufrágio interno. |
| 35                                    | Robson Riedel Marinho                     |                        | Movimento Democrático Brasileiro MDB             | 15 de Março de 1979     | 14 de Março de 1981 | Presidente eleito por seus pares em sufrágio interno. |
| 36                                    | Januário Mantelli Netto                   |                        | Partido Democrático Social PDS                   | 15 de Março de 1981     | 14 de Março de 1983 | Presidente eleito por seus pares em sufrágio interno. |
| 37                                    | Néfi Tales                                |                        | Partido do Movimento Democrático Brasileiro PMDB | 15 de Março de 1983     | 14 de Março de 1985 | Presidente eleito por seus pares em sufrágio interno. |
| 38                                    | Luiz Carlos Santos                        |                        | Partido do Movimento Democrático Brasileiro PMDB | 15 de Março de 1985     | 14 de Março de 1987 | Presidente eleito por seus pares em sufrágio interno. |
| 39                                    | Luiz Máximo                               |                        | Partido do Movimento Democrático Brasileiro PMDB | 15 de Março de 1987     | 14 de Março de 1989 | Presidente eleito por seus pares em sufrágio interno. |
| 40                                    | Antonio Cleidenir Tonico Ramos            |                        | Partido do Movimento Democrático Brasileiro PMDB | 15 de Março de 1989     | 1° de Maio de 1989 | Presidente eleito por seus pares em sufrágio interno. |
| 40                                    | Antonio Cleidenir Tonico Ramos            | 2 de Maio de 1989      | Partido do Movimento Democrático Brasileiro PMDB | 5 de Novembro de 1989   | Presidente da Assembleia Constituinte de São Paulo de 1989. | |
| 40                                    | Antonio Cleidenir Tonico Ramos            | 6 de Novembro de 1989  | Partido do Movimento Democrático Brasileiro PMDB | 14 de Março de 1991     | Presidente reeleito por seus pares em sufrágio interno para um terceiro mandato.                                                                                    | |
| 41                                    | Carlos Apolinário                         |                        | Partido do Movimento Democrático Brasileiro PMDB | 15 de Março de 1991     | 14 de Março de 1993 | Presidente eleito por seus pares em sufrágio interno. |
| 42                                    | Vitor Sapienza                            |                        | Partido do Movimento Democrático Brasileiro PMDB | 15 de Março de 1993     | 14 de Março de 1995 | Presidente eleito por seus pares em sufrágio interno. |
| 43                                    | Ricardo Tripoli                           |                        | Partido da Social Democracia Brasileira PSDB     | 15 de Março de 1995     | 14 de março de 1997 | Presidente eleito por seus pares em sufrágio interno. |
| 44                                    | Paulo Kobayashi                           |                        | Partido da Social Democracia Brasileira PSDB     | 15 de Março de 1997     | 31 de Janeiro de 1999 | Presidente eleito por seus pares em sufrágio interno. Renunciou ao cargo por ter sido eleito Deputado Federal.                                                                     |
| —                                     | José Carlos Vaz de Lima                   |                        | Partido da Social Democracia Brasileira PSDB     | 1° de Fevereiro de 1999 | 14 de Março de 1999 | 1° Vice-presidente. Assumiu o cargo por renúncia do titular. |
| 45                                    | Vanderlei Macris                          |                        | Partido da Social Democracia Brasileira PSDB     | 15 de Março de 1999     | 14 de Março de 2001 | Presidente eleito por seus pares em sufrágio interno. |
| 46                                    | Walter Feldman                            |                        | Partido da Social Democracia Brasileira PSDB     | 15 de Março de 2001     | 31 de Janeiro de 2003 | Eleito Presidente para o 2º biênio da 14ª Legislatura. |
| —                                     | Celino Cardoso                            |                        | Partido da Social Democracia Brasileira PSDB     | 1° de Fevereiro de 2003 | 14 de Março de 2003 | Eleito 1º Vice-Presidente para o 2º biênio da 14ª Legislatura.Exerceu a presidência em função da renúncia do titular para assumir o mandato de Deputado Federal.                   |
| 47                                    | Sidney Estanislau Beraldo                 |                        | Partido da Social Democracia Brasileira PSDB     | 15 de Março de 2003     | 14 de Março de 2005 | Eleito Presidente para o 1º biênio da 15ª Legislatura. |
| 48                                    | Rodrigo Garcia                            |                        | Partido da Frente Liberal PFL                    | 15 de Março de 2005     | 14 de Março de 2007 | Eleito Presidente para o 2º biênio da 15ª Legislatura. |
| 49                                    | José Carlos Vaz de Lima                   |                        | Partido da Social Democracia Brasileira PSDB     | 15 de Março de 2007     | 14 de Março de 2009 | Eleito Presidente para o 1º biênio da 16ª Legislatura. |
| 50                                    | Barros Munhoz                             |                        | Partido da Social Democracia Brasileira PSDB     | 15 de Março de 2009     | 14 de Março de 2011 | Eleito Presidente para o 2º biênio da 16ª Legislatura. |
| 50                                    | Barros Munhoz                             | 15 de Março de 2011    | Partido da Social Democracia Brasileira PSDB     | 14 de Março de 2013     | Eleito Presidente para o 1º biênio da 17ª Legislatura. | |
| 51                                    | Samuel Moreira                            |                        | Partido da Social Democracia Brasileira PSDB     | 15 de Março de 2013     | 31 de Janeiro de 2015 | Eleito Presidente para o 2º biênio da 17ª Legislatura. |
| —                                     | Chico Sardelli                            |                        | Partido Verde PV                                 | 1° de Fevereiro de 2015 | 14 de Março de 2015 | Eleito 1º Vice-Presidente para o 2º biênio da 17ª Legislatura.Exerceu a presidência em função da renúncia do titular para assumir o mandato de Deputado Federal.                   |
| 52                                    | Fernando Capez                            |                        | Partido da Social Democracia Brasileira PSDB     | 15 de Março de 2015     | 14 de Março de 2017 | Eleito Presidente para o 1º biênio da 18ª Legislatura. |
| 53                                    | Cauê Macris                               |                        | Partido da Social Democracia Brasileira PSDB     | 15 de Março de 2017     | 15 de Março de 2019 | Eleito Presidente para o 2º biênio da 18ª Legislatura. |
| 53                                    | Cauê Macris                               | 15 de Março de 2019    | Partido da Social Democracia Brasileira PSDB     | 15 de Março de 2021     | Eleito Presidente para o 1º biênio da 19ª Legislatura. | |
| 54                                    | Carlão Pignatari                          |                        | Partido da Social Democracia Brasileira PSDB     | 15 de Março de 2021     | 15 de Março de 2023 | Eleito Presidente para o 2º biênio da 19ª Legislatura. |
| 55                                    | André do Prado                            |                        | Partido Liberal PL                               | 15 de Março de 2023     | 15 de Março de 2025 | Eleito Presidente para o 1º biênio da 20ª Legislatura. |
| 55                                    | André do Prado                            | 15 de Março de 2025    | Partido Liberal PL                               | Atualidade              | Eleito Presidente para o 2° biênio da 20 Legislatura. | |